# Montserrat Vila Passols
Montserrat Vila Passols (Barcelona, 23 de novembre de 1927 - Sant Pol de Mar, 2 de juliol de 2023), compositora, pianista i pedagoga.

## Biografia
Filla del pedagog i compositor Josep Vila Arcelos.
Va estudiar al Conservatori Municipal de Música de Barcelona amb els mestres Antoni Català i Vidal, Joan Dotras Vila, Rafael Gálvez, Joan Massià, Lluís Maria Millet, Francesc Montserrat i Ayarbe, Carles Pellicer, Joaquim Zamacois.
Des de 1958 fins a 1992, exercí com a professora de Contrapunt i Fuga al Conservatori Municipal de Música de Barcelona des del curs 1958-1959 fins a l’any 1992. També fou professora auxiliar de la classe d'Harmonia, on era titular la compositora Maria Rosa Alcaraz. Va compatibilitzar aquesta feina amb la fundació, el 1968, del Parvulario Angelus a Barcelona.

## Obra[8]
Les seves composicions comprenen música vocal, tant per a veu i piano com per a cor, i música instrumental. Destaquen les sardanes, els quartets de corda, i l’obra per a orquestra titulada Tema i IX variacions, així com les composicions per a piano. Ha musicat els textos de reconeguts poetes i escriptors.
- 8 peces per a piano (breus), op. 1 (1953-1954)
- Hivernenca, op. 3 (1955). Lletra: Miquel Ferrà
- Tema i variacions, per a piano, op. 4 (1955-1956)
- La font, op. 5 (1955). Lletra: Joan M. Guasch
- Variacio I, op. 6
- Cant del Barça, op. 7
- Variació II, op. 8
- Variació III, op. 9
- Variació IV, op. 10
- Variació V, op. 11
- Variació VI, op. 12
- Variació VII, op. 13
- Variació VIII, op. 14
- Delirium, op. 15 (1956). Lletra: Alfons Maseras
- Variació IX, op. 16
- Sonata per a violí i piano, op. 17 (1955-1960)
- Es nat el Déu infant, op. 17b
- El pas del riu, op. 18 (1956). Lletra: Josep Aladern
- L'aranya, op. 18b. Lletra: Josep M. Guasch
- Revenja, op. 19 (1956). Lletra: Jaume Collell
- A la Mare de Déu de Montserrat, op. 19b. Lletra: Joan Maragall
- Poblet blanc de marina, op. 20. Lletra: Lluís G. Pla
- Cirerer florit, op. 20b. Lletra: Joan M. Guasch
- Amorosa, op. 21. Lletra: Ferran Agulló Vidal
- L'onada cor-ferida, op. 22. Lletra: Josep Granger
- Enyorança, op. 23. Lletra: Daniel Martínez
- El bastó, op. 24 (1957). Lletra: Josep Pijoan
- Broma musical, op. 25
- Inquietuds, op. 26
- Vora el mar, op. 27 (1957)
- Quartet núm. 1, op. 28
- Sardana núm. 1, op. 29
- Caminant, op. 30
- Pels cims més alts, op. 31
- Sonata núm. 1 en re, op. 32 (1959)
- Barcarola, op. 33
- Els teus ulls blaus, op. 35 (1960). Lletra: Joaquim Ayné Rabell
- Adagio, op. 36 (1957)
- Rondó III, op. 37
- La flor de la ginesta, op. 38. Lletra: Francesc Pujols
- Trio en re menor núm. 1, op. 39b (1961)
- Trio en do major núm. 2, op. 39b
- Las campanas, op. 40 (1961). Lletra: Rosalía de Castro
- Tema i variacions, per a orquestra, op. 41
- Passejant per la Devesa: sardana núm. 2, op. 43
- Sonata per a violoncel i piano, núm. 1, op. 44
- Retorno, op. 45 (1964). Lletra: Juana de Ibarbourou
- Quartet núm. 2, op. 46
- Jo tinc dues nines, op. 47. Lletra: Mercè Vila Passols
- Nadalenca, op. 48. Lletra: Mercè Vila Passols
- Engrunes, op. 49
- Sardana núm. 3, op. 50
- Quartet núm. 3, op. 51
- Quartet núm. 4, op. 52
- Sonata núm. 2, op. 53 (2006)
- Fantasia núm. 1, op. 54 (2007)
- Fantasia núm. 2, op. 55 (2010)
- Sonata per a violoncels en re, op. 56
- Tres movimientos para cuarteto
- Missa, per a tres veus